# Batalla de Rioja
La Batalla de Rioja fue el penúltimo enfrentamiento entre las tropas realistas de la Amazonía y los patriotas de la expedición de Arriola, ocurrida el 13 de septiembre de 1822.

## Antecedentes
Tras la derrota de los realistas en Visitador, el ejército de Cárdenas partiría el día siguiente hacia Rioja. Sin embargo, serían alcanzados por los patriotas prontamente.

## La Batalla
Alcanzados por las fuerzas de Arriola, el sargento Cárdenas ordenaría a sus hombres enfrentar a las fuerzas patriotas. Tras treinta minutos de intensa lucha, justamente cuando los patriotas se disponían a cargar con bayoneta, las tropas realistas decidirían retirarse hacia Habana para re-organizarse y dar una última batalla.

## Consecuencias
Esta confrontación obligaría a Cárdenas a retirar su ejército, junto a algunas tropas realistas que huyeron tras el final de la batalla del Pichincha y algunos españoles venidos de Lima que se le habían sumado, hacia Habana, poblado situado a la otra banda del rio Tónchima. Donde finalmente sería derrotado, dando fin a la Guerra por la Independencia de Maynas.